# 莫高窟
莫高窟，俗称千佛洞，位于中国甘肃省敦煌市东南25公里处莫高镇的鸣沙山东麓断崖上，前临宕泉河，面向东，南北长1680米，高50米。洞窟分布高低错落、鳞次栉比，上下最多有五层，以精美的壁画和塑像闻名于世。它始建于十六国的前秦时期，历经十六国、北朝、隋、唐、五代、西夏、元等历代的兴建。现有洞窟735个、壁画4.5万平方米、泥质彩塑2415尊，是世界上现存规模最大、内容最丰富的佛教艺术地。现保存完好的洞窟492个。近代以来，又发现了藏经洞，内有5万余件古代文物，并衍生出了一门专门研究藏经洞典籍和敦煌艺术的学科——敦煌学。規模宏大的莫高窟不僅包涵了古代中國以及西域的傳統文化藝術，更因其壁畫與彩塑藝術的宏富輝煌、內容的博大精深，得到了「世界藝術畫廊」、「牆壁上的博物館」、「世界藝術寶庫」的美譽。
莫高窟和云冈石窟、龙门石窟並列為中国三大石窟。1961年，莫高窟被中华人民共和国国务院公布为第一批全国重点文物保护单位之一。1987年12月，莫高窟被列为世界文化遗产。

## 歷史
它始建于十六国时期，据唐《李克让重修莫高窟佛龛碑》的记载，前秦建元二年（366年），僧人乐僔路经此山，忽见金光闪耀，如现万佛，于是便在岩壁上开凿了第一个洞窟。此后法良禅师等又继续在此建洞修禅，称为“漠高窟”，意为“沙漠的高处”。后世因“漠”与“莫”通用，便改称为“莫高窟”。北魏、西魏和北周时，统治者崇信佛教，石窟建造得到王公贵族们的支持，发展较快。隋唐时期，随着丝绸之路的繁荣，莫高窟更是兴盛，在武则天时有洞窟千余个。安史之乱后，敦煌先后由吐蕃和归义军占领，但造像活动未受太大影响。回鶻時期的莫高窟發展到了史上最大的的頂峰，目前所看到的有名或者清晰完整的畫像、佛教雕刻基本都是在這個時期修復和新建的。北宋、西夏和元代，莫高窟渐趋衰落，仅以重修前朝窟室为主，新建极少。元朝以后，随着丝绸之路的废弃，莫高窟也停止了兴建并逐渐湮没于世人的视野中。直到清康熙四十年（1701年）后，这里才重新为人注意。可是在近代以来，莫高窟受到许多人为的损伤，文物大量流失，其完整性已被严重破坏。近代，人们通常称其为“千佛洞”。1979年，莫高窟對外开放。
莫高窟现存北魏至元的洞窟735个，分为南北两区。南区是莫高窟的主体，为僧侣们从事宗教活动的场所，有487个洞窟，均有壁画或塑像。北区有248个洞窟，其中只有5个存在壁画或塑像，而其它的都是僧侣修行、居住和死亡后掩埋的场所，有土炕、灶炕、烟道、壁龛、台灯等生活设施。两区共计492个洞窟存在壁画和塑像，有壁画4.5万平方米、泥质彩塑2415尊、唐宋木构崖檐5个，以及数千块莲花柱石、铺地花砖等。

## 艺术特色

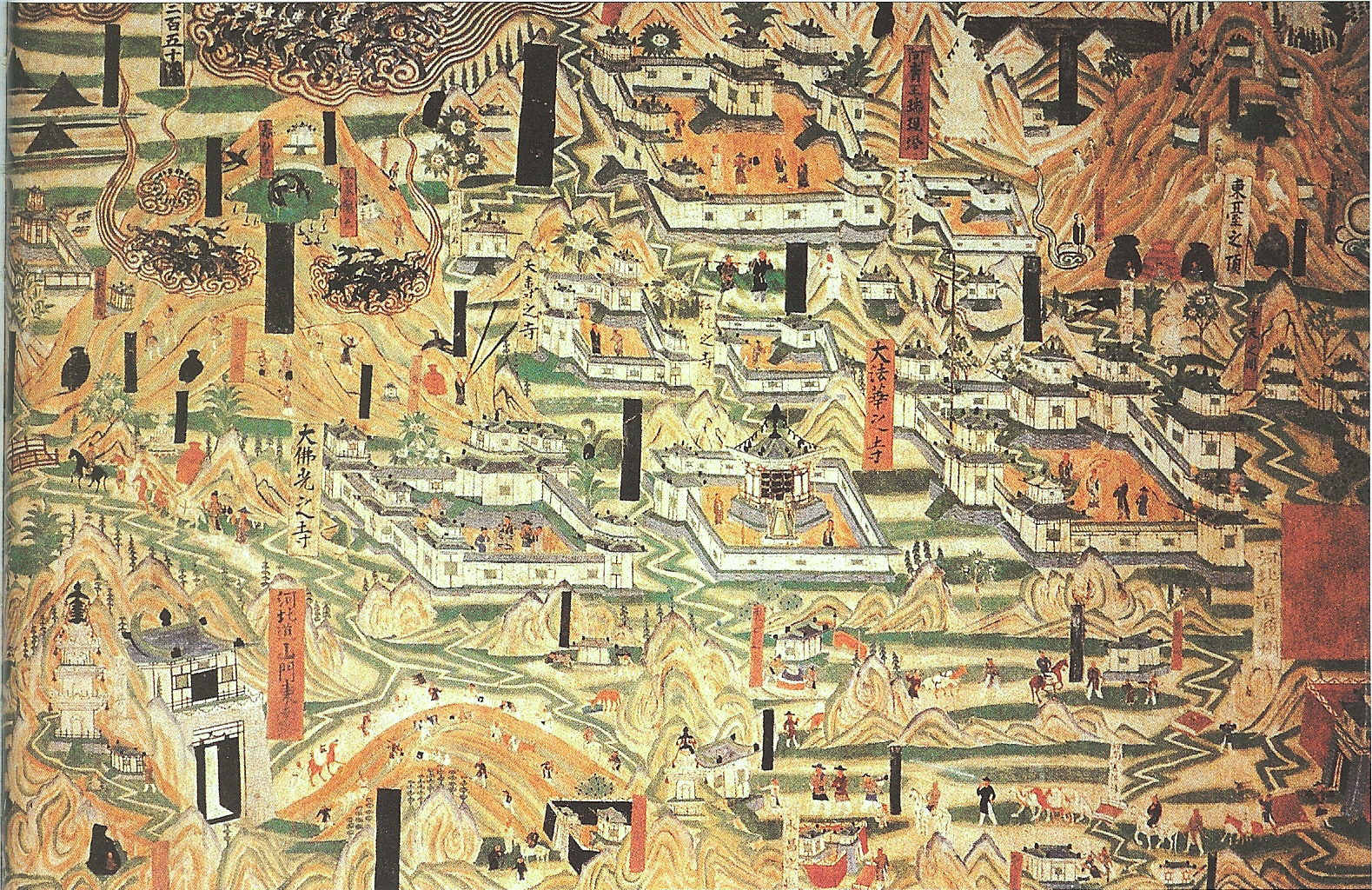
第61窟「五台山圖」局部，描繪後晉至後漢年間山西五台山一帶道觀林立的景象

莫高窟是一座融绘画、雕塑和建筑艺术于一体，以壁画为主、塑像为辅的大型石窟寺。它的石窟形制主要有禅窟、中心塔柱窟、殿堂窟、中心佛坛窟、四壁三龛窟、大像窟、涅槃窟等。各窟大小相差甚远，最大的16窟达268平方米，最小的37窟高不盈尺。窟外原有木造殿宇，并有走廊、栈道等相连，现多已不存。
莫高窟壁画绘于洞窟的四壁、窟顶和佛龛内，内容博大精深，主要有佛像、佛教故事、佛教史迹、经变、神怪、供养人、装饰图案等七类题材，此外还有很多表现当时狩猎、耕作、纺织、交通、战争、建设、舞蹈、婚丧嫁娶等社会生活各方面的画作。这些画有的雄浑宽广，有的瑰丽华艳，体现了不同时期的艺术风格和特色。由于中国五代以前的画作已大都散失，莫高窟壁画为中国美术史研究提供了重要实物，也为研究中国古代风俗提供了极有价值的形象和图样。据计算，这些壁画若按2米高排列，可排成长达25公里的画廊。
莫高窟所处山崖的土质较松软，并不适合制作石雕，所以莫高窟的造像除四座大佛为石胎泥塑外，其余均为木骨泥塑。塑像都为佛教的神佛人物，排列有单身像和群像等多种组合，群像一般以佛居中，两侧侍立弟子、菩萨、天王、力士等，少则3身，多则达11身。彩塑形式有圆塑、浮塑、影塑、善业塑等。这些塑像精巧逼真、想象力丰富、造诣高深，而且与壁画相融相衬，相得益彰。
第96窟是莫高窟最高的一座洞窟，其外附岩而建的“九层楼”是莫高窟的标志性建筑，高33米。它是一个九层的遮檐，也叫“北大像”，正处在崖窟的中段，与崖顶等高，巍峨壮观。其木构为土红色，檐牙高啄，外观轮廓错落有致，檐角系铃，随风作响。其间有弥勒佛坐像，高35.6米，由石胎泥塑彩绘而成，是中国国内仅次于乐山大佛和荣县大佛的第三大坐佛。容纳大佛的空间下部大而上部小，平面呈方形。楼外开两条通道，既可供就近观赏大佛，又是大佛头部和腰部的光线来源。这座窟檐在唐文德元年（888年）以前就已存在，当时为5层，北宋乾德四年（966年）和清代都进行了重建，并改为4层。1935年再次重修，形成现在的9层造型。

## 风格演变

第259窟內的禪定佛像，坊間有「東方蒙娜麗莎」雅稱。該窟約建於北魏太和年間，後於宋代重修，是敦煌早期的石窟之一

莫高窟现存有壁画和雕塑的492个石窟大体可分为四个时期：北朝、隋唐、五代和宋、西夏、回鶻和元。
开凿于北朝时期的洞窟共有36个，其中年代最早者為268（包含267、269、270、271四座禪窟）、272（包含273窟及一座小龕）與275窟，三窟左右相連。敦煌研究院曾初步判定這組洞窟約建於北涼年間，但中國考古學家宿白經由分析北涼時期遺跡，並比較北魏雲岡石窟內的龕室與造像，推論莫高窟的建成年代晚於雲岡石窟，下限從北魏太和八年（公元484年）或十一年（公元487年）起，最遲約在孝文帝遷都洛陽後不久（公元494年）。
到了北魏時期，窟形主要是禅窟、中心塔柱窟和殿堂窟，彩塑有圆塑和影塑两种，壁画内容有佛像、佛经故事、神怪、供养人等。这一时期的影塑以飞天、供养菩萨和千佛为主，圆塑最初多为一佛二菩萨组合，后来又加上了二弟子。塑像人物体态健硕，神情端庄宁静，风格朴实厚重。壁画前期多以土红色为底色，再以青绿褚白等颜色敷彩，色调热烈浓重，线条纯朴浑厚，人物形象挺拔，有西域佛教的特色，代表洞窟有254、257、259、432等洞窟。
西魏以后，底色多为白色，色调趋于雅致，风格洒脱，具有中原的风貌，典型洞窟有285、249、263（西魏）、428、290、296、301（北周）等。

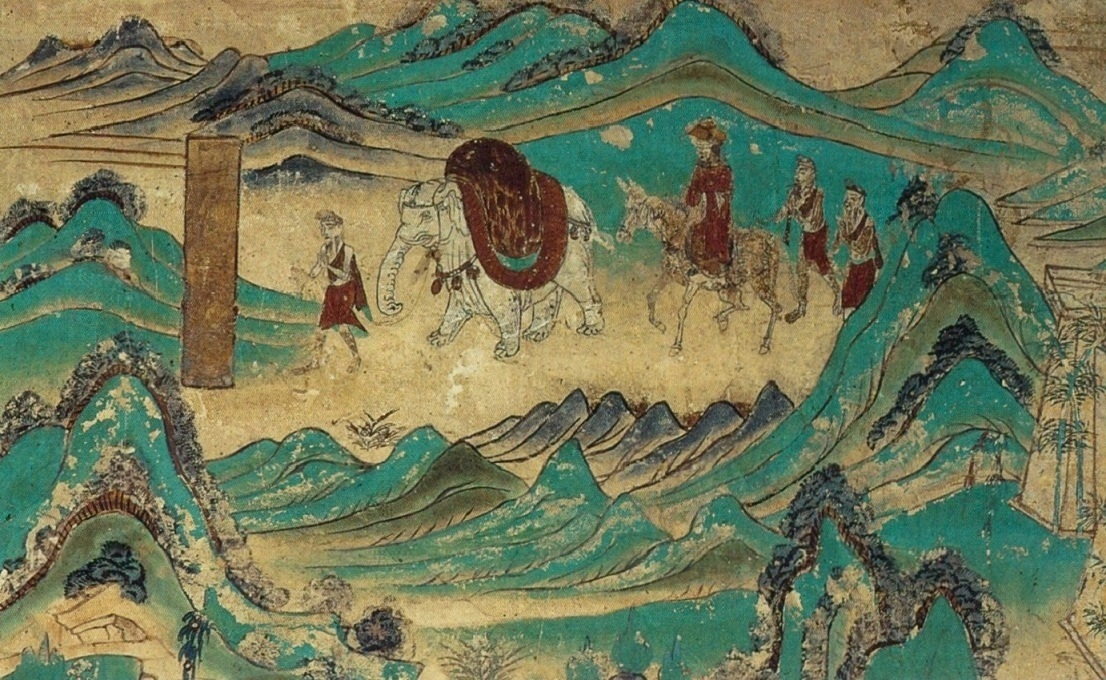
盛唐時期繪成的第103窟壁畫一隅，描繪唐僧玄奘由天竺取經後，東返長安途中的情景

隋唐是莫高窟发展的全盛时期，现存洞窟有300多个。禅窟和中心塔柱窟在这一时期逐渐消失，而同时大量出现的是殿堂窟、佛坛窟、四壁三龛窟、大像窟等形式，其中殿堂窟的数量最多。塑像都为圆塑，造型浓丽丰肥，风格更加中原化，并出现了前代所没有的高大塑像。群像组合多为七尊或者九尊，隋代主要是一佛、二弟子、二菩萨或四菩萨，唐代主要是一佛、二弟子、二菩萨和二天王，有的还再加上二力士。这一时期的莫高窟壁画题材丰富、场面宏伟、色彩瑰丽，美术技巧达到空前的水平，内容主要有佛像、经变、佛教史迹、佛教故事和供养人等，代表洞窟如下：
427、419、420、276、390、244窟等隋代洞窟；57、322、220、329、96、331、332、335、321、323窟等初唐洞窟；217、103、130、444、445、446、45、23、66、320、172、171、148、194、31等盛唐洞窟；158、112、154、159、231、237等中唐洞窟；156、9、12、14、85、196等晚唐洞窟。

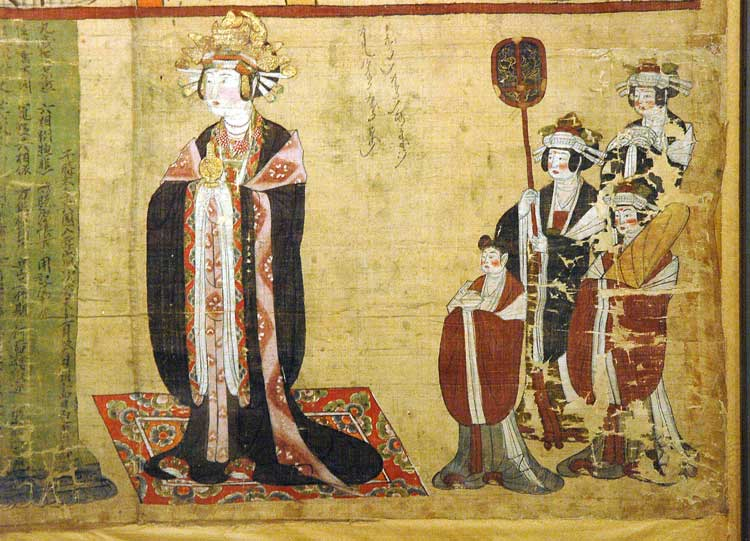
第17窟（俗稱藏經洞）的地藏菩薩絹畫，保留了地藏菩薩的早期形象。此畫完成於公元983年（宋太宗太平興國八年），20世紀初由伯希和帶回巴黎，現藏集美博物館

五代和宋时期的洞窟现存有100多个，多为改建、重绘的前朝窟室，形制主要是佛坛窟和殿堂窟。从晚唐到五代，统治敦煌的张氏和曹氏家族均崇信佛教，为莫高窟出资甚多，因此供养人画像在这个阶段大量出现并且内容也很丰富。塑像和壁画都沿袭了晚唐的风格，但愈到后期，其形式就愈显公式化，美术技法水平也有所降低，这一时期的典型洞窟為61、98、55窟等，其中第61窟《五台山图》是莫高窟最大的壁画，高5米，长13.5米，绘出了山西五台山周边的山川形胜、城池寺院、亭台楼阁等，堪称恢宏壮观。
莫高窟现存西夏和元代的洞窟有85个。西夏修窟77个，多为改造和修缮的前朝洞窟，洞窟形制和壁画雕塑基本都沿袭了前朝的风格。一些西夏中期的洞窟出现回鹘王的形象，可能与回鹘人有关。而到了西夏晚期，壁画中又出现了西藏密宗的内容。元代洞窟只有8个，全部是新开凿的，出现了方形窟中设圆形佛坛的形制，壁画和雕塑基本上都和西藏密宗有关，典型洞窟有3、465窟等。

## 藏经洞

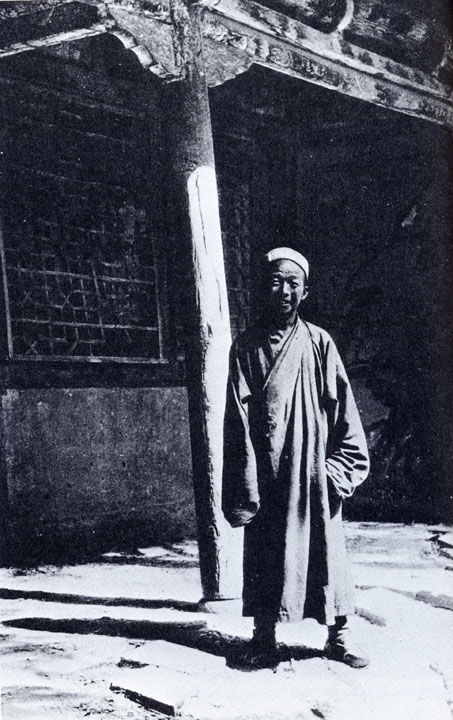
發現藏經洞的道士王圆箓

1900年，在莫高窟居住的道士王圆箓为了将已被遗弃许久的部分洞窟改建为道观，而进行大规模的清扫。当他在为第16窟（现编号）清除淤沙时，偶然发现了北侧甬道壁上的一个小门，打开后，出现一个长宽各2.6米、高3米的方形窟室（现编号为第17窟），内有从4世纪到11世纪（即十六国到北宋）的历代文书和纸画、绢画、刺绣等文物6万多件，这就是著名的“藏经洞”。
藏经洞的内壁绘菩提树、侍女等图像，中有一座禅床式低坛，另有一通石碑，該碑高僧洪辨的告身碑，即記錄洪辨一生事蹟的紀念碑（至於洪辨之塑像原不在藏經洞內被發現，而是置放在別處，因研究人員在塑像內發現洪辨的法號及一小包骨灰，而將該塑像置藏經洞內）。从洞中出土的文书来看，最晚的写于北宋年间，且可见西夏文字，因此可推断藏经洞是公元11世纪时，莫高窟的僧人们为躲避西夏军队，在准备逃难时所封闭的。（註：躲避西夏軍隊的說法目前在學術界有所懷疑，因藏經洞內的所藏之物品有經過條理性的排列(依千字文)，且洞外也有經過彌封跟彩繪掩飾，故應非倉皇躲避戰禍時所封閉。）
莫高窟藏经洞是中国考古史上的一次非常重大的发现，其出土文书多为写本，少量为刻本，汉文书写的约占六分之五，其它则为古代藏文、梵文、佉卢文、粟特文、和阗文、回鹘文、龟兹文等。文书内容主要是佛经，此外还有道经、儒家经典、小说、诗赋、史籍、地籍、帐册、历本、契据、信札、状牒等，其中不少是孤本和绝本。这些对研究中国和中亚地区的历史，都具有重要的史料和科学价值，并由此形成了一门以研究藏经洞文书和敦煌石窟艺术为主的学科——敦煌学。

## 破坏情况

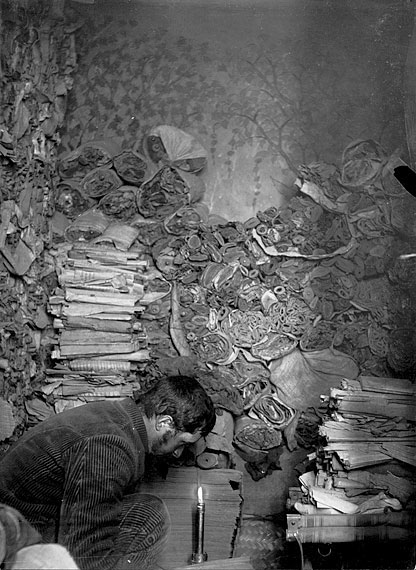
保罗·伯希和在藏经洞内

莫高窟在元代以后已很少为人所知，几百年里基本保存了原貌。王圆箓发现藏经洞后曾经多次通报清政府，但都被忽视，更曾上书慈禧太后，可惜当时政局混乱，结果毫无回音。而藏经洞被發现后，旋即吸引来许多西方的考古学家和探险者，他们从王圆箓处買到大量珍贵典籍和壁画。其中的雕像和部分壁画，将其运出中国或散落民间，严重损伤了莫高窟和敦煌艺术的完整性。
1907年，英国考古学家马尔克·奥莱尔·斯坦因在进行第二次中亚考古旅行时，沿着罗布泊南的古丝绸之路，来到了敦煌。当听说莫高窟发现了藏经洞后，他找到王圆箓，表示愿意帮助兴修道观，取得了王的信任。于是斯坦因就被允许进入藏经洞拣选文书，他最终用了200两银两，买到了24箱写本和5箱其他艺术品。1914年，斯坦因再次来到莫高窟，又以500两银两向王圆箓购得了570段敦煌文献。这些藏品大都捐赠给了大英博物馆和印度的一些博物馆。
1908年，精通汉学的法国考古学家伯希和在得知莫高窟发现古代写本后，立即从迪化赶到敦煌。他在洞中拣选了三星期，最终以600两银两为代价，获取了1万多件堪称菁华的敦煌文书，后来大都入藏法國國家圖書館。
1909年，伯希和在北京向一些学者出示了几本敦煌珍本，这立即引起学界的注意。他们向清朝学部上书，要求甘肃和敦煌地方政府马上清点藏经洞文献，并运送进京。清廷指定由甘肃布政使何彦升负责押运。但在清点前，王圆箓便已将一部分文物藏了起来，押运沿途也散失了不少，到了北京后，何彦升和他的亲友们又自己攫取了一些。于是，1900年发现的五万多件藏经洞文献，最终只剩下了8757件入藏京师图书馆，现均存于中国国家图书馆。
对于流失在中国民间的敦煌文献，有一部分后来被收藏者转卖给了日本藏家，也有部分归南京国立中央图书馆，但更多的已难以查找。王圆箓藏匿起来的写本，除了卖给斯坦因一部分以外，其他的也都在1911年和1912年卖给了日本的探险家吉川小一郎和橘瑞超。1914年，俄罗斯佛学家奥尔登堡对已经搬空的藏经洞进行了挖掘，又获得了一万多件文物碎片，目前藏于俄罗斯科学院东方学研究所。

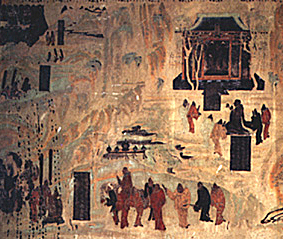
莫高窟323號洞

近代，除了藏经洞文物受到瓜分，敦煌壁画和塑像也蒙受了损失。伯希和与1923年到来的哈佛大学兰登·华尔纳先后利用胶布粘取了大批有价值壁画，有时甚至只揭取壁画中的一小块图像，严重损害了壁画的完整性。王圆箓为打通部分洞窟也毁坏了不少壁画。1922年，莫高窟曾一度关押了数百名俄罗斯沙皇军队士兵，他们在洞窟中烟熏火燎，破坏不小。1940年代，张大千在此描摹壁画时，发现部分壁画有内外两层，他便揭去外层以观赏内层，这种做法后来引发了争议，直到现在依然争论不休。
莫高窟最近的一次破坏事件为1989年1月发生的壁画被盗案。两名窃贼何存德、李清玉先后两次盗取第465窟中的元代壁画，后将盗割的壁画埋藏在莫高窟附近，未来得及销赃便被抓获。1989年8月9日，甘肃省酒泉地区中级人民法院以盗窃罪判处两名罪犯死刑。同年12月2日，甘肃省高级人民法院裁定维持原审判决。何存德、李清玉于1989年12月19日在玉门被处决。

## 周边和现况

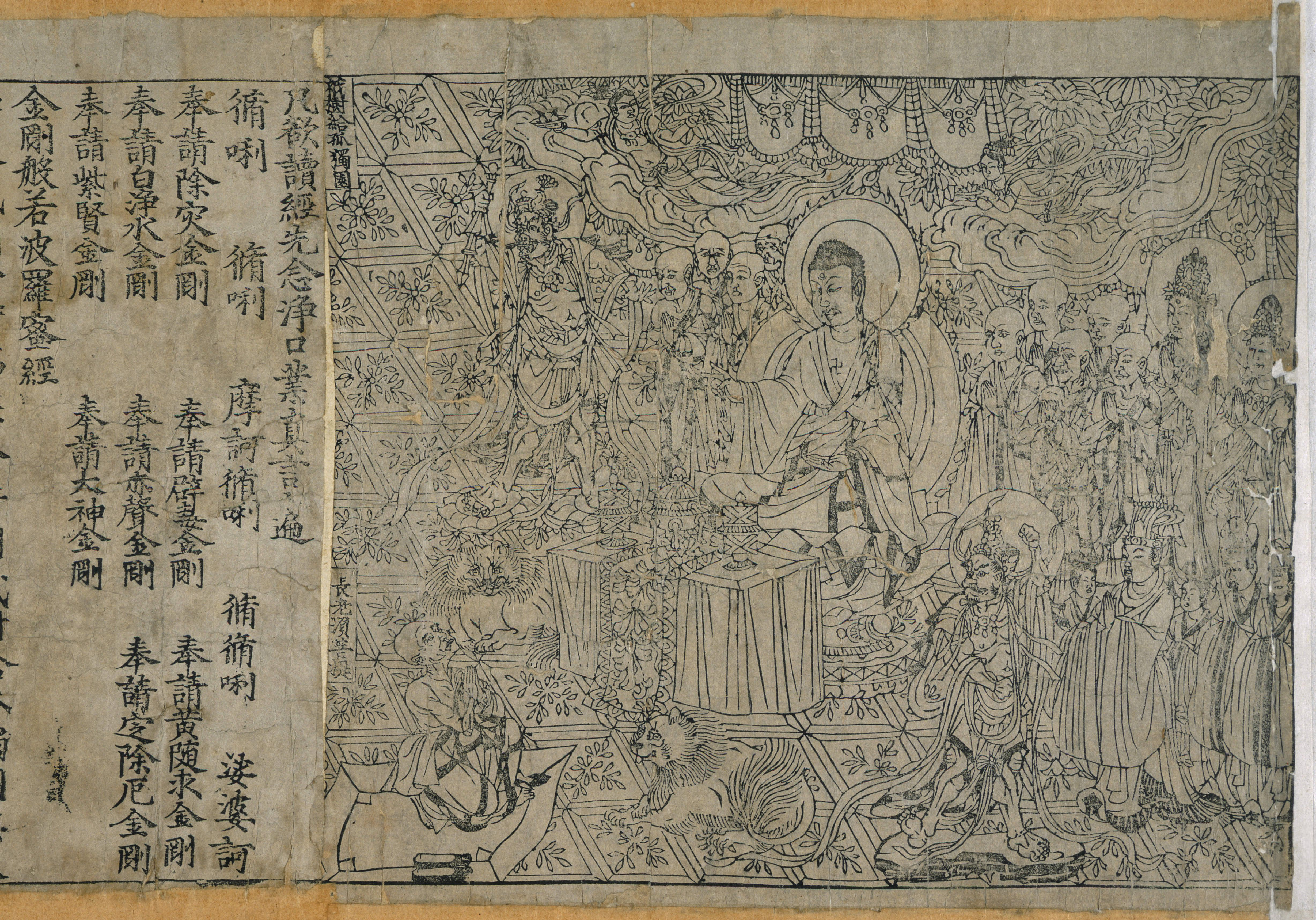
现藏大英图书馆的藏经洞文献：《金刚经》

敦煌自古以来就是丝绸之路上的重镇，一度颇为繁华，周边石窟寺亦颇多。除了莫高窟，还有西千佛洞、榆林窟及东千佛洞等，共同组成了敦煌石窟群，其中西千佛洞和东千佛洞通常被看作是莫高窟和榆林窟的分支。西千佛洞位于莫高窟西南30余公里的党河北岸崖壁上，呈东西向排列，全长2.5公里，现存北魏、北周、隋、唐、五代、西夏、元的洞窟22个、壁画约800平方米、彩塑34身，它的洞窟形制、塑像和壁画的题材内容、艺术风格均与莫高窟十分相似，但由于历史上的保护不周，目前残损坍塌较甚。
虽然早在20世纪初就有罗振玉、王国维、刘半农等人在北京、伦敦、巴黎等各地收集、抄录敦煌文献，但对莫高窟的真正保护开始于二十世紀40年代。1941年至1943年著名画家张大千对洞窟进行了断代、编号和壁画描摹。1943年，国民政府将莫高窟收归国有，设立敦煌艺术研究所，由常书鸿任所长，对敦煌诸石窟进行系统性的保护、修复和研究工作。1950年，研究所改名为敦煌文物研究所，依然由常书鸿主持，到1966年以前，已加固了约400个洞窟，抢修了5座唐宋木构窟檐，并将周边10余平方公里划定为保护范围。1984年，中国政府进一步将敦煌文物研究所升格为敦煌研究院，充实了科技力量，开展治沙工程，积极利用数字化技术和其他技术来加强保护工作。近年造访莫高窟人數增加，由於呼吸产生的二氧化碳对壁画會产生潛在性破坏，因此对日常参观人数加以限制。
经历了1944-1949年的“看守式保护”及此后三十年的“抢救性保护”，敦煌研究院于上世纪80年代进入对于莫高窟的“科学性保护”时期，并早在1993年就开始了 “数字化保护”方面的探索。尤其在该院于2006年成立“数字中心”（ “文物数字化研究所”的前身）之后，他们对于数字化技术的研究取得了一连串的突破与成果。如今，敦煌研究院已建立起全面综合的数字化工作体系，相关工作团队掌握了一整套的数字化核心技术。针对敦煌石窟壁画的特点，他们在2006-2009年间将摄影采集精度从75dpi提升至300dpi，并以此为标准，从2010年开始，在莫高窟完成了120个洞窟的摄影采集、40个洞窟的图像处理，120个洞窟的全景漫游和20身彩塑的三维重建。目前展出项目可于数字敦煌网站查看。

## 研究書目
- 伯希和. . 由耿昇翻译. 兰州: 甘肃人民出版社. 2007. ISBN 978-7-226-03602-0.
- 樋口隆康：〈敦煌石窟系谱 （页面存档备份，存于）〉。
- 赵声良：〈敦煌北朝石窟形制诸问题 （页面存档备份，存于）〉。
- 赵声良：〈敦煌北朝石窟佛龛形式初探 （页面存档备份，存于）〉。
- 久野美树：〈石窟艺术笔记——隋唐时期的敦煌莫高窟与龙门石窟 （页面存档备份，存于）〉。
- 石松日奈子：〈敦煌莫高窟第285窟北壁供养人像和供养人题记 （页面存档备份，存于）〉。

## 外部連結
- 敦煌莫高窟官方網站
- 敦煌研究院
- 世界遗产：敦煌 （页面存档备份，存于）
- 國學:敦煌百年
- 数字敦煌 （页面存档备份，存于）